# Kirkop
Kirkop (oder Ħal Kirkop) ist ein kleines Dorf im Süden der Insel Malta mit 2478 Einwohnern (Stand 31. Dezember 2020). Dort beheimatet ist ein Werk der ST Microelectronics, deren Produktion zzt. etwa 60 % der Warenexporte von Malta bestreitet.
Die Pfarrkirche ist dem hl. Leonhard geweiht. Das Fest dieses Schutzpatrons wird am 5. November gefeiert; ein zweites Dorffest ist das für den hl. Josef, das nicht am 19. März, sondern im Sommer gefeiert wird.
Der Fußballverein des Ortes heißt Kirkop United und spielt zzt. in der 3. Liga des maltesischen Fußballverbandes.

## Söhne und Töchter des Ortes
- Leonard Farrugia (* 1956), Fußballspieler
- Joe Sacco (* 1960), Comiczeichner